# Trichogoniinae
Trichogoniinae je podtribus glavočika,  dio tribusa Eupatorieae. Postoje 3 roda raširena po Južnoj Americi, najviše u Brazilu..
Ime ovog podplemena potječe od njegovog tipičnog roda Trichogonia.

## Rodovi
1. Trichogoniopsis R.M.King & H.Rob. (3 spp.)
2. Platypodanthera R.M.King & H.Rob. (1 sp.)
3. Trichogonia (DC.) Gardner (26 spp.)